# 天主教伊卡教區
天主教伊卡教區（拉丁語：Dioecesis Icensis）是秘魯一個羅馬天主教教區，屬利馬總教區。
教區成立於1946年8月10日，位於伊卡大區。2006年有教友735,000人（佔轄區總人口98.7%）、卅五個堂區、四十九名司鐸。現任教區主教為埃克托·愛德華·韋拉·科洛納。